# Rosciano
Rosciano è un comune italiano di 4 109 abitanti della provincia di Pescara in Abruzzo, sito su un colle al centro della Val Pescara.
Nella frazione di Villa Badessa (in lingua arbëreshe Badhesa) è presente l'unica comunità Arbëreshë (italo-albanese) dell'Abruzzo, fino agli inizi del XX secolo parlante lingua arbëreshe e che mantiene il rito bizantino greco.

## Storia
Abitato sin dal neolitico (come testimoniano reperti rinvenuti nelle località Coccetta e Piano Ciero), e probabilmente vicus romanus (lo dimostrano l'impianto in laterizio che funge da basamento alla torre del castello, nonché vari oggetti scoperti nel territorio (tra i quali un sarcofago, suppellettili, armi), l'area di Rosciano vide l'insediamento di una fara longobarda, posta ai confini meridionali del ducato di Spoleto lungo la riva sinistra del  fiume Pescara.
Del periodo longobardo restano vari reperti, come un pettine in osso lavorato, venuto alla luce da una sepoltura presso Villa Oliveti ed una necropoli in località Piano Fara più varie sepolture lungo il tracciato del Tratturo, ma anche diversi toponimi come Piano Fara, Colle della Guardia e S. Giovanni alla Pescara, quest'ultimo in riferimento alla chiesa edificata dai longobardi ai piedi del colle sul quale, nella seconda metà del secolo XI, Achille Valignani, Duca di Vacri, fece costruire una torre con la funzione di testa di ponte per le schiere normanne in movimento alla volta del comitato pinnense. Intorno a questo elemento fortificato, poi ampliatosi nell'attuale castello, le popolazioni della fara e quelle circonvicine crearono il primitivo nucleo abitato di Rosciano.Nella bolla del Papa Nicolò IV del 1288 già si menziona il "Castrum Rusciani". In esso sono situate costruzioni molto antiche, come il castello medioevale con la torre detta "dei Paladini", edificata dai normanni, il cui primo comandante militare, Roscio da Montechiaro, ha dato il nome al paese. Aggregati inizialmente alla contea normanna di Manoppello, il feudo e, soprattutto, il castello di Rosciano diedero ricovero a diversi capitani di ventura del tempo come Roscio da Montechiaro, Minuccio dell'Aquila, Giovanni Caldora, Muzio Attendolo Sforza e suo figlio Francesco, duca di Milano. Nel 15. secolo Rosciano risulta appartenere alla universitas di Chieti e ancora nel 1547 un privilegio ne conferma il possesso. Nei secoli successivi, il feudo jure langobardorum fu baronia di varie famiglie (Valignani, Filippone, Todesco e altre) per essere infine dal 1737 e fino all'eversione della feudalità nel 1806, della famiglia De Felici.
Testimonianze della storia del territorio possono essere rintracciate anche negli antichi libri catastali del XVII e del XVIII secolo, ancora ben conservati presso la sede comunale e studiati quali importanti fonti per la storia del paese.
Nel corso del XVIII e del XIX secolo furono aggregate all'originaria Universitas Terrae Rusciani le attuali frazioni Villa San Giovanni (già Commenda di San Giovanni Gerosolimitano per l'Ordine di Malta), Villa Oliveti (già feudo benedettino dell'abbazia di San Liberatore a Maiella nella diocesi di Montecassino) e Villa Badessa. Quest'ultima è un'isola etnico e linguistica Arbëreshë. Sebbene questa lingua sia ormai scomparsa nel parlato quotidiano, tuttavia permane nella ritualità liturgica: vi è situata, infatti, una chiesa di rito bizantino greco che fa capo all'Eparchia di Lungro, in Calabria. Provenienti dalla Morea, Corfù e dalla coste dell'Epiro meridionale, le genti badessane, giunte in Abruzzo per fuggire la dominazione turco ottomana, furono stanziate nelle terre di Rosciano nel 1743, grazie al beneplacito del re Carlo III di Borbone.

## Monumenti e luoghi d'interesse

### Chiesa dell'Assunzione della Beata Vergine Maria

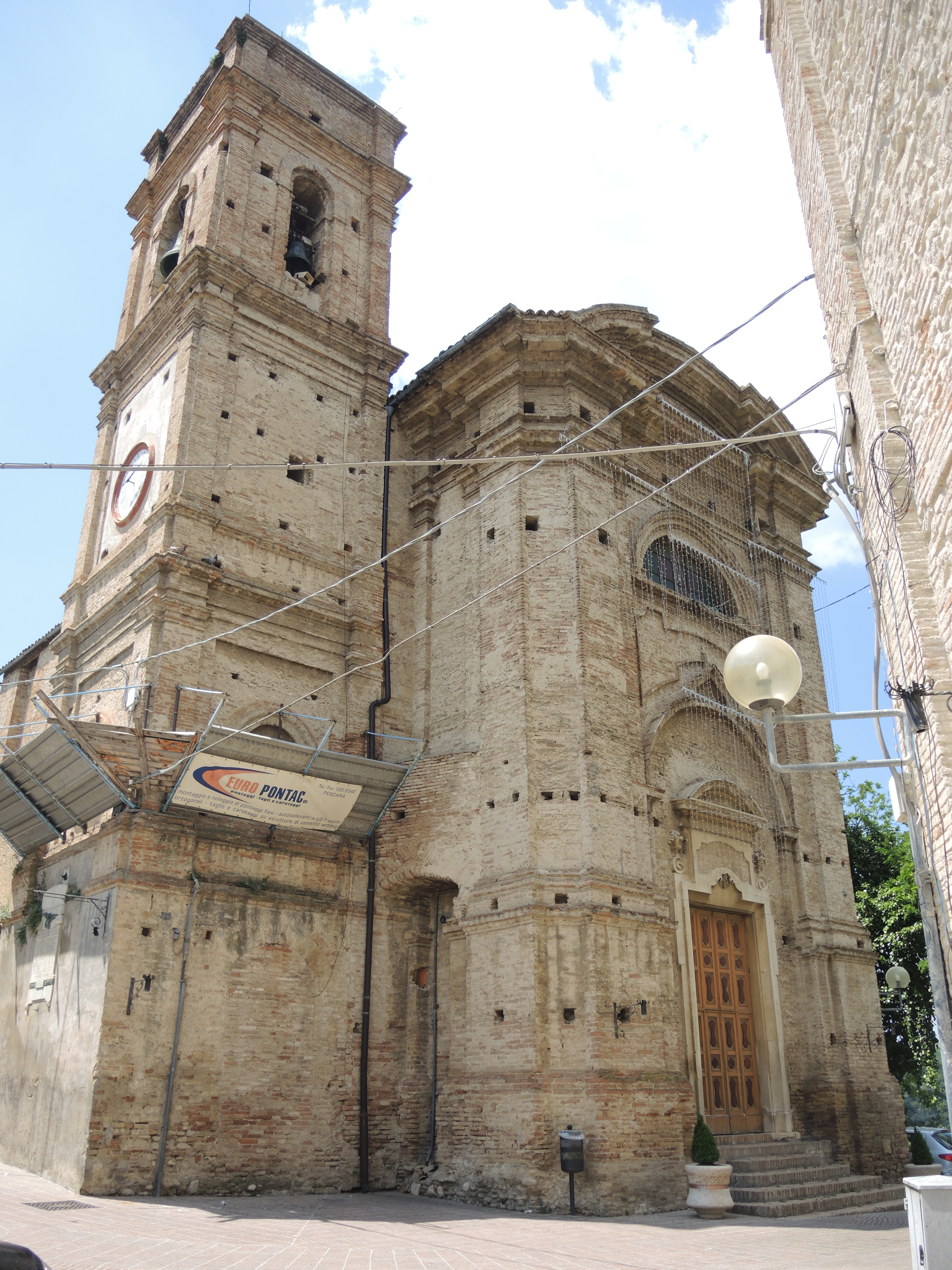
Parrocchia della Beata Vergine Assunta

La chiesa dell'Assunzione della Beata Vergine Maria (detta anche di sant'Eurosia, patrona del paese), sorge nel centro storico e ospita al suo interno tele del Seicento e del Settecento.

### Chiesa di San Nicola
La chiesa di San Nicola (ristrutturata nel 1480) conserva una serie di affreschi rinascimentali della scuola di Andrea De Litio.

### Chiesa bizantina di Santa Maria Assunta (Villa Badessa)

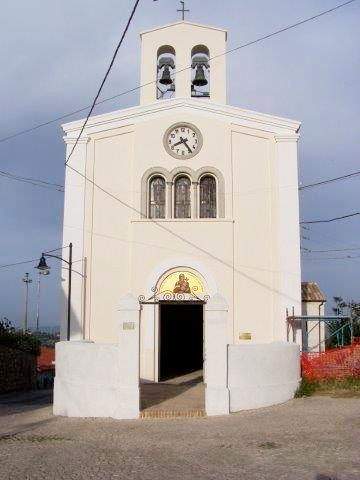
Chiesa di Santa Maria Assunta a Villa Badessa

A Villa Badessa si può ammirare la chiesa di rito bizantino greco che fu costruita intorno alla seconda metà del XVIII secolo e rappresenta il simbolo religioso delle comunità Albanesi dell'Italia peninsulare. La chiesa di Villa Badessa conserva una ricca e importante collezione di  77 icone bizantine e post bizantine. Di recente è stato pubblicato il primo catalogo delle icone badessane. Vi è inoltre un piccolo museo comunale sulle tradizioni culturali albanesi e sul rito religioso greco-bizantino.

### Torre medievale di Palazzo De Felice

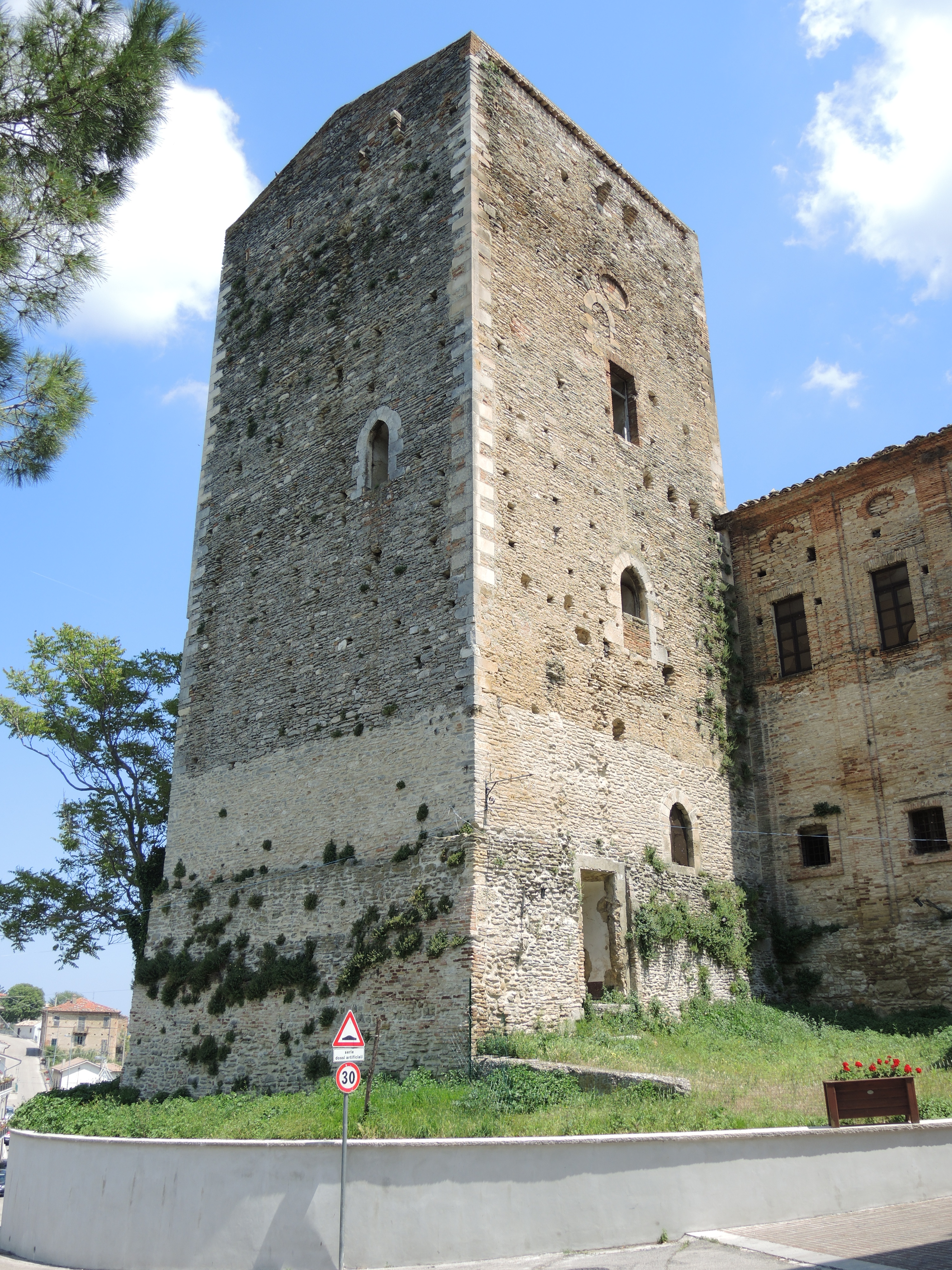
Torre del palazzo De Felice

Luogo simbolo del paese è la "Torre" o Palazzo De Felice: il puntone, eretto probabilmente con funzioni di avvistamento e difesa del vasto territorio circostante, ha una probabile origine medievale, vista anche la presenza di due monofore ogivali che si aprono nella sua muratura e che sembrerebbero suggerire una edificazione al XIII secolo, quando Rosciano viene tra l'altro annoverata nelle fonti (nel 1288) come "Castrum Rosciani". Restano comunque evidenti le tracce di rifacimenti e modifiche subite nei secoli successivi, quando il torrione dovette essere annesso alla mole rettangolare del palazzo dei De Felice di Rosciano divenendo tutt'uno con esso.

## Società

### Evoluzione demografica
Abitanti censiti

## Cultura
Il comune di Rosciano è denominato anche "terra del gusto e di cultura".
Il paese è ricco di feste e di tradizioni popolari. Fra queste si ricorda la rappresentazione de Lu Sant'Andonie che si svolge in onore di Sant'Antonio abate presso la frazione Villa San Giovanni.

## Economia
Il comune di Rosciano è noto per la sua vocazione territoriale alla produzione di vino e olio extravergine d'oliva. Il comune è parte delle città del vino d'Italia.

## Amministrazione
| Periodo | Periodo | Primo cittadino    | Partito         | Carica  | Note |
| ------- | ------- | ------------------ | --------------- | ------- | ---- |
| 2004    | 2009    | Gianfranco Passeri | centro-sinistra | Sindaco |      |
| 2009    | 2018    | Alberto Secamiglio | centro-destra   | Sindaco |      |